# Magdanly
Magdanly, anche conosciuta come Gowurdak o Gaurdak, è la città capoluogo dell'omonimo distretto situato nella provincia di Lebap, in Turkmenistan.